# Copa Libertadores 1976
Copa Libertadores 1976 var 1976 års säsong av Copa Libertadores som vanns av Cruziero från Brasilien efter en finalseger mot River Plate från Argentina. 2 lag från varje land i CONMEBOL deltog, vilket innebar 20 lag. Dessutom var ett lag kvalificerat som regerande mästare. De första 20 lagen delades upp i fem grupper om fyra lag där varje gruppvinnare gick vidare till en andra gruppspelsfas. Där delades de fem gruppvinnarna och det regerande mästarlaget upp i två grupper om tre lag. De två gruppvinnarna fick mötas i final.
Varje grupp representerades av två länder, med två lag från vardera lag.
- Grupp 1: Argentina och Venezuela
- Grupp 2: Bolivia och Ecuador
- Grupp 3: Brasilien och Paraguay
- Grupp 4: Colombia och Peru
- Grupp 5: Chile och Uruguay

## Gruppspel omgång 1

### Grupp 1
| Lag               | S | V | O | F | GM | IM | MSK | Poäng |
| ----------------- | - | - | - | - | -- | -- | --- | ----- |
| River Plate       | 6 | 5 | 0 | 1 | 10 | 3  | 7   | 10    |
| Estudiantes       | 6 | 4 | 1 | 1 | 11 | 3  | 8   | 9     |
| Portuguesa        | 6 | 2 | 1 | 3 | 8  | 11 | -3  | 5     |
| Deportivo Galicia | 6 | 0 | 0 | 6 | 3  | 15 | -12 | 0     |

### Grupp 2
| Lag              | S | V | O | F | GM | IM | MSK | Poäng |
| ---------------- | - | - | - | - | -- | -- | --- | ----- |
| LDU Quito        | 6 | 3 | 2 | 1 | 10 | 5  | 5   | 8     |
| Deportivo Cuenca | 6 | 3 | 2 | 1 | 9  | 6  | 3   | 8     |
| Bolívar          | 6 | 3 | 0 | 3 | 16 | 11 | 5   | 6     |
| Guabirá          | 6 | 1 | 0 | 5 | 2  | 15 | -13 | 2     |

#### Omspel
| Lag              | S | V | O | F | GM | IM | MSK | Poäng |
| ---------------- | - | - | - | - | -- | -- | --- | ----- |
| LDU Quito        | 1 | 1 | 0 | 0 | 2  | 1  | 1   | 2     |
| Deportivo Cuenca | 1 | 0 | 0 | 1 | 1  | 2  | -1  | 0     |

### Grupp 3
| Lag              | S | V | O | F | GM | IM | MSK | Poäng |
| ---------------- | - | - | - | - | -- | -- | --- | ----- |
| Cruzeiro         | 6 | 5 | 1 | 0 | 20 | 9  | 11  | 11    |
| Internacional    | 6 | 3 | 1 | 2 | 10 | 8  | 2   | 7     |
| Olimpia          | 6 | 1 | 2 | 3 | 7  | 11 | -4  | 4     |
| Sportivo Luqueño | 6 | 1 | 0 | 4 | 5  | 14 | -9  | 2     |

### Grupp 4
| Lag            | S | V | O | F | GM | IM | MSK | Poäng |
| -------------- | - | - | - | - | -- | -- | --- | ----- |
| Alianza Lima   | 6 | 3 | 2 | 1 | 8  | 4  | 4   | 9     |
| Millonarios    | 6 | 2 | 2 | 2 | 8  | 5  | 3   | 6     |
| Alfonso Ugarte | 6 | 1 | 4 | 1 | 5  | 8  | -3  | 6     |
| Santa Fe       | 6 | 1 | 2 | 3 | 7  | 11 | -4  | 4     |

### Grupp 5
| Lag            | S | V | O | F | GM | IM | MSK | Poäng |
| -------------- | - | - | - | - | -- | -- | --- | ----- |
| Peñarol        | 6 | 3 | 2 | 1 | 7  | 4  | 3   | 8     |
| Unión Española | 6 | 3 | 2 | 1 | 5  | 3  | 2   | 8     |
| Palestino      | 6 | 2 | 1 | 3 | 5  | 6  | -1  | 5     |
| Nacional       | 6 | 0 | 3 | 3 | 5  | 9  | -4  | 3     |

## Gruppspel omgång 2

### Grupp 1
| Lag          | S | V | O | F | GM | IM | MSK | Poäng |
| ------------ | - | - | - | - | -- | -- | --- | ----- |
| Cruzeiro     | 4 | 4 | 0 | 0 | 18 | 3  | 15  | 8     |
| LDU Quito    | 4 | 1 | 0 | 3 | 4  | 10 | -6  | 2     |
| Alianza Lima | 4 | 1 | 0 | 3 | 4  | 13 | -9  | 2     |

### Grupp 2
| Lag           | S | V | O | F | GM | IM | MSK | Poäng |
| ------------- | - | - | - | - | -- | -- | --- | ----- |
| River Plate   | 4 | 2 | 1 | 1 | 4  | 1  | 3   | 5     |
| Independiente | 4 | 2 | 1 | 1 | 2  | 1  | 1   | 5     |
| Peñarol       | 4 | 1 | 0 | 3 | 1  | 5  | -4  | 2     |

#### Omspel
| Lag           | S | V | O | F | GM | IM | MSK | Poäng |
| ------------- | - | - | - | - | -- | -- | --- | ----- |
| River Plate   | 1 | 1 | 0 | 0 | 1  | 0  | 1   | 2     |
| Independiente | 1 | 0 | 0 | 1 | 0  | 1  | -1  | 0     |

## Final
|  |  | Cruzeiro | 4 – 1 | River Plate |  |  |
|  |  |          |       |             |  |  |
|  |  |          |       |             |  |  |
|  |  |          |       |             |  |  |

|  |  | River Plate | 2 – 1 | Cruzeiro |  |  |
|  |  |             |       |          |  |  |
|  |  |             |       |          |  |  |
|  |  |             |       |          |  |  |

|  |  | River Plate | 2 – 3 | Cruzeiro |  |  |
|  |  |             |       |          |  |  |
|  |  |             |       |          |  |  |
|  |  |             |       |          |  |  |

Cruzeiro vinnare av Copa Libertadores 1976.